# Shahrnush Parsipur
Shahrnush Parsipur, en persa: شهرنوش پارسی پور‎; (Teherán, 17 de febrero de 1946) es una escritora iraní.

## Biografía
Nacida y criada en Teherán, Parsipur recibió su licenciatura en sociología de la Universidad de Teherán en 1973 y estudió lengua y civilización china en la Sorbona de 1976 a 1980. Su primer libro fue Tupak-e Qermez (La pequeña bola roja), publicado en 1969, una historia para jóvenes. Sus primeros cuentos se publicaron a finales de la década de 1960. Una de las primeras historias apareció en Jong-e Isfahan, no. 9 (junio de 1972), un número especial de relatos breves que también incluía relatos de Esma'il Fasih, Houshang Golshiri, Taqi Modarresi, Bahram Sadeghi y Gholam Hossein Saedi. Su novela Tajrobeha-ye Azad (Ofertas de prueba) de 1970 fue seguida por la novela Sag va Zemestan-e Boland (El perro y el largo invierno), publicada en 1976. En 1977, publicó un volumen de cuentos llamado Avizeh'ha-ye Bolur (Pendientes colgantes de cristal).
A finales de la década de 1980, Parsipur recibió una atención considerable en los círculos literarios de Teherán, con la publicación de varias de sus historias y varios avisos y una larga entrevista con ella en la revista Donya-ye Sokhan. Su segunda novela fue Touba va ma'na-ye Shab (Touba y el significado de la noche - 1989), que escribió Parsipur después de pasar cuatro años y siete meses en prisión. Justo antes de su encarcelamiento, en 1990, publicó una novela corta, en forma de historias conectadas, llamada Zanan bedun-e Mardan (Mujeres sin hombres), que Parsipur había terminado a fines de la década de 1970. El primer capítulo apareció en Alefba, no. 5 (1974). El gobierno iraní prohibió Mujeres sin hombres a mediados de la década de 1990 y presionó a la autora para que desistiera de ese tipo de escritura. A principios de 1990, Parsipur terminó su cuarta novela, una historia de 450 páginas sobre una Don Quijote llamada Aql-e abirang (Razón de color azul), que no estaba disponible a principios de 1992. En 1994 fue a los Estados Unidos y escribió Prison Memoire, 450 páginas de sus memorias de cuatro momentos diferentes en los que estuvo en diferentes prisiones. En 1996 escribió su quinta novela Shiva, una ciencia ficción de 900 páginas. En 1999 publicó su sexta novela, Majaraha-ye Sadeh va Kuchak-e Ruh-e Deraxt ( Las llanuras y pequeñas aventuras del espíritu del árbol), en 300 páginas. En 2002, publicó su séptima novela, Bar Bal-e Bad Neshastan (En las alas del viento), en 700 páginas.
Desde 2006 realiza varios programas para Radio Zamaneh con sede en Ámsterdam.
Parsipur recibió el prestigioso Premio Hellmann Hammett de Derechos Humanos en 1994 y fue honrada en 2003 en la Gala Encyclopaedia Iranica en Miami, por sus logros como novelista y figura literaria durante toda su vida, y fue la primera en recibir la Beca del Proyecto Internacional de Escritores del Programa en Escritura Creativa y en el Instituto Watson de Estudios Internacionales de la Universidad de Brown durante 2003-2004, y recibió un doctorado honorario de la Universidad de Brown en 2010.
Estaba casada con el director de cine iraní Nasser Taghvai, pero el matrimonio terminó en divorcio después de siete años. Tienen un hijo juntos.

## Obra seleccionada

### Novelas
- Touba y el significado de la noche (novela - 1989- طوبی و معنای شب (داستان بلند)
- La razón azul (novela - 1994 - عقل آبی (داستان بلند)
- Las pequeñas y simples aventuras del espíritu del árbol (Novela - 1999 - ماجراهای ساده و کوچک روح درخت (داستان بلند)
- El perro y el largo invierno (novela - 1974- سگ و زمستان بلند (داستان بلند)
- Asieh Between Two World (novela - 2009 - آسیه در میان دو دنیا (داستان بلند)
- Shiva (ciencia ficción - 1999 - شیوا (داستان دانش)
- Prison Memoir (memorias - 1996) خاطرات زندان
- En las alas del viento (novela - 2002) بربال باد نشستن (داستان بلند)

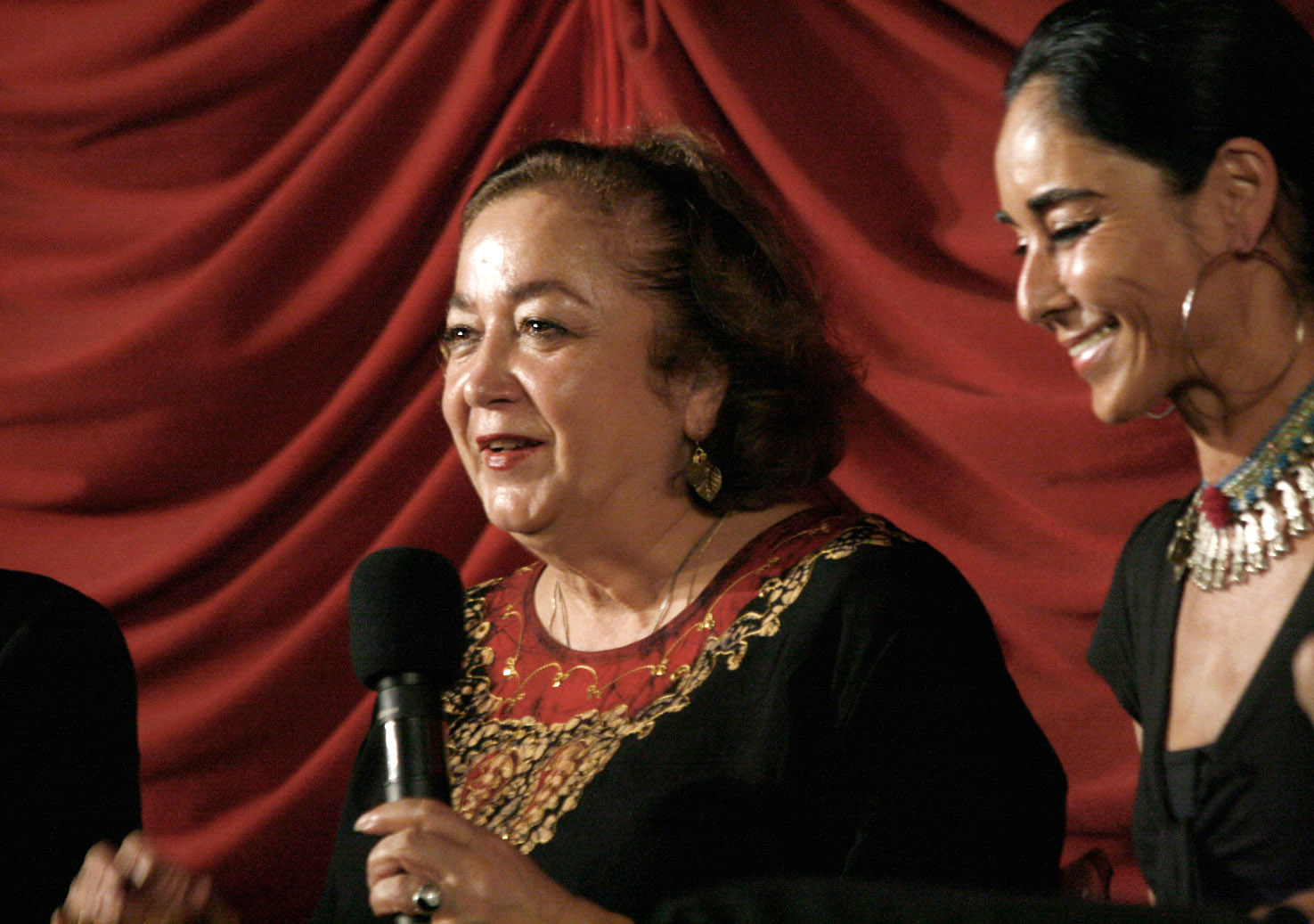
Shahrnush Parsipur (izq.) Con Shirin Neshat (2010)

### Otros trabajos
- Mujeres sin hombres (novela novella - 1990 - Traducciones: Faridoun Farrokh زنان بدون مردان (داستانک)
- Oferta de prueba (novella - 1975 - تجربه های آزاد (داستانک)
- Colgantes de cristal (cuentos cortos - 1974 - آویزه های بلور (مجموعه داستان)
- Red Ball (cuento para niños - 1969 - توپک قرمز)
- Ceremonia del té en presencia del lobo (cuentos - 1993 - آداب صرف چای در حضور گرگ
- Hombres de varias civilizaciones (novella - 1993 - Traducción: Steve MacDowell & Afshin Nassiri داستان های مردان تمدن های مختلف)

### Traducciones
- Astrología china, Paola Delsos (1975) - Del inglés طالع بینی چینی
- Laotse y el maestro taoísta, (1987) por Max Kaltenmark - Del francés لائوتزه و مرشدان دائوئی نوشته ماکس کالتنمارک ، ترجمه از فرانسه
- Acantilado de Tanius, (1991) de Amin Ma'luf - Del francés صخره تانیوس نوشته امین مالوف ، ترجمه از فرانسه ٌ
- Caza de brujas, (1990) de Shirly Jackson - Del inglés شکار جادوگران شرلی جاکسون ، ترجمه از زبان انگلیسی
- Historia de China (1995) - Desde las guerras del opio hasta la revolución cultural 4 volúmenes, del francés تاریخ چین ، از جنگ های تریاک تا انقلاب فرهنگی ، چهار جلد ترجمه از فرانسه
- Historia de China para los jóvenes, (1990) - Del francés تاریخ چین برای نو جوانان ، ترجمه از فرانسه
- Parapsicología, de la serie Lo que sé, (1990) Del francés پیراروانشناسی از سری چه می دانم ، ترجمه از فرانسه
- Viaje al Oeste, (1995) Por Wu Chengnen, traducido del francés سیر باختر ، رمان ، نوشته ووچنگ نن ، ترجمه از فرانسه ُ
- Spanking the Maid, (2004) Por Robert Coover مستخدمه کتک خور ، نوشته رابرت کوورو ترجمه از انگلیسی
- Mente inquieta, (2004) de Key Redfield Jamison - Del inglés ذهن بی قرار ، نوشته کای ردفیلد جامیسون ، ترجمه از انگلیسی
- Mitología, (2003) Por el grupo de profesores de diferentes universidades اساطیر جهان ، نوشته گروه دانشمندان اسطوره شناس دانشگاه های مختلف دنیا ترجمل از از

## Traducción de sus obras

### Mujeres sin hombres
Zanan bedun-e Mardan en persa
- India - Aanungal Illatha Pennungal ) traducido al malayalam por SA Qudsi y publicado por Mathrubhumi Books, Calicut, 2005

El libro también tiene una traducción al francés (traducido como Femmes sans hommes), polaco ( Kobiety bez mężczyzn ), portugués y español.

### Tuba y el significado de la noche
Tuba va Ma'na-ye Shab en persa
- USA - Touba and the Meaning of Night ) traducido al inglés por Kamran Talattof, 2005.
- Polonia - Tuba i znaczenie nocy traducida al polaco por Anna Krasnowolska, 2012.

El libro también está traducido al alemán, italiano y sueco.